# David Pham
David Pham (* 10. Februar 1967 in Südvietnam) ist ein professioneller vietnamesisch-amerikanischer Pokerspieler.
Pham hat sich mit Poker bei Live-Turnieren mehr als 11 Millionen US-Dollar erspielt. „The Dragon“, wie er genannt wird, ist dreifacher Braceletgewinner der World Series of Poker. Vom Card Player Magazine wurde er zweimal als Spieler des Jahres ausgezeichnet.

## Persönliches
Pham flüchtete im Alter von 17 Jahren aus dem Vietnam in die USA. Er reiste mehrere Wochen mit einem Boot und 145 anderen Flüchtlingen. Nur 46 von ihnen überlebten die Flucht. Pham lebt in Bell Gardens in Kalifornien und hat vier Kinder.

## Pokerkarriere

### Werdegang
Pham ist ein Cousin von Pokeraltmeister Men Nguyen. Nach Nguyens frühem Erfolg eröffnete er ein Reinigungsunternehmen, in dem Pham arbeitete. Wie viele andere Mitarbeiter von Nguyen nahm auch Pham Pokerunterricht bei „The Master“. Danach begann auch er größere Turniere zu spielen. In den Jahren 2000 und 2007 wurde Pham vom Card Player Magazine als Player of the Year ausgezeichnet. Bei der World Series of Poker (WSOP) in Las Vegas gewann Pham 2001 sein erstes Bracelet in der Variante S.H.O.E. In jenem Jahr erreichte er auch erstmals die Preisränge beim Main Event. Bei den L.A. Poker Classics in Los Angeles gewann er 2003 ein Side-Event mit einer Siegprämie von mehr als 450.000 US-Dollar. Im Dezember 2004 gewann er beim Five Diamond World Poker Classic im Hotel Bellagio erneut ein Side-Event und sicherte sich den Hauptpreis von knapp 415.000 US-Dollar. Bei der WSOP 2006 gewann Pham sein zweites Bracelet bei einem Shootout-Turnier in No Limit Hold’em. Im Juni 2017 sicherte er sich in derselben Variante sein drittes Bracelet sowie knapp 400.000 US-Dollar Siegprämie. Im März 2018 gewann Pham innerhalb von zwei Wochen zunächst die Wynn Spring Classic Championship und anschließend das WSOP-Circuit in Los Angeles, was ihm Preisgelder von knapp 500.000 US-Dollar einbrachte.

### Preisgeldübersicht

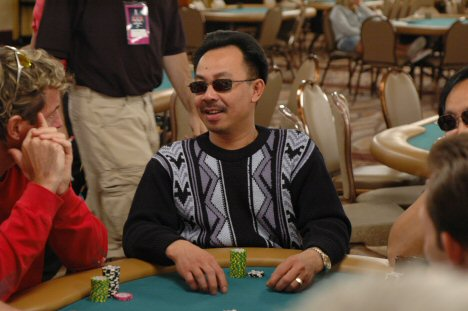
Pham bei der WSOP 2005

| Jahr      | Preisgeld (in $) | Turniersiege |
| --------- | ---------------- | ------------ |
| 1992      | 16.807           | 0            |
| 1993      | 0                | 0            |
| 1994      | 3.095            | 0            |
| 1995–1997 | 0                | 0            |
| 1998      | 66.105           | 2            |
| 1999      | 65.205           | 0            |
| 2000      | 242.776          | 3            |
| 2001      | 311.333          | 3            |
| 2002      | 175.277          | 3            |
| 2003      | 741.334          | 6            |
| 2004      | 1.626.797        | 5            |
| 2005      | 600.588          | 2            |
| 2006      | 858.004          | 3            |
| 2007      | 1.811.993        | 4            |
| 2008      | 1.476.161        | 0            |
| 2009      | 199.292          | 0            |
| 2010      | 13.491           | 0            |
| 2011      | 105.259          | 0            |
| 2012      | 294.002          | 1            |
| 2013      | 227.195          | 0            |
| 2014      | 28.835           | 0            |
| 2015      | 13.194           | 0            |
| 2016      | 494.159          | 0            |
| 2017      | 595.417          | 1            |
| 2018      | 549.962          | 2            |
| 2019      | 43.804           | 0            |
| 2020      | 14.970           | 0            |
| 2021      | 104.284          | 0            |
| 2022      | 126.498          | 0            |
| 2023      | 377.873          | 1            |
| gesamt    | 11.183.710       | 36           |

### Braceletübersicht
Pham kam bei der WSOP 87-mal ins Geld und gewann drei Bracelets:
| Jahr | Buy-in (in $) | Turnier          | Teilnehmer | Preisgeld (in $) |
| ---- | ------------- | ---------------- | ---------- | ---------------- |
| 2001 | 2000          | S.H.O.E.         | 0181       | 140.455          |
| 2006 | 2000          | No Limit Hold’em | 0600       | 240.222          |
| 2017 | 1500          | No-Limit Hold’em | 1739       | 391.960          |